# جيف نيل
جيفري تشارلز نيل (بالإنجليزية: Geoffrey Charles Neal؛ مواليد 28 أغسطس 1990) هو مقاتل فنون القتال المختلطة أمريكي. يُنافس في وزن الوسط. اعتبارًا من 10 ديسمبر 2024، أصبح رقم 10 في تصنيفات يو إف سي للوزن المتوسط في يو إف سي.

## الخلفية
وُلِد نيل في أوستن، تكساس، الولايات المتحدة. لعب كرة القدم في جامعة تكساس لوثران الخاصة. ومع ذلك، لم يعجبه برنامج كرة القدم هناك وانتقل للمنافسة في فنون القتال المختلطة، تحت قيادة سيف سعود.

## مسيرته في فنون القتال المختلطة

### بدايته
خاض نيل أول نزال له كهاوٍ في عام 2010، حيث فاز بالضربة القاضية في الجولة الثانية على بوبي هيرنانديز. وشارك في 7 نزالا للهواة، وانتهى الهواة برصيد 6–1. وقبل التوقيع مع يو إف سي، شارك نيل في 10 نزالات فنون قتالية مختلطة، وفاز في 8 وخسر 2 منها.

### سلسلة منافسات ليلة الثلاثاء لدانا وايت
شارك نيل في سلسلة منافسات دانا وايت الموسم 3 وواجه تشيس والدون. فاز بالقتال عن طريق الضربة الفنية القاضية في الجولة الأولى وتم توقيعه مع يو إف سي.

### يو إف سي
خاض نيل أول نزال له بالمنظمة في 18 فبراير 2018، ضد بريان كاموزي في حدث يو إف سي ليلة القتال: كاوبوي ضد ميديروس. فاز بالنزال عن طريق الإخضاع في الجولة الأولى.

## حياته الشخصية
عمل نيل كنادل في تكساس رود هاوس في دالاس لمدة عشر سنوات حتى نزاله مع مايك بيري في أواخر عام 2019. في يونيو 2020، كشف نيل أنه عاد إلى وظيفته كنادل بعد فشله في جدولة النزالات.
في أغسطس 2020، كشف نيل أنه أصيب بصدمة إنتانية بعد إصابته بعدوى غير محددة. تم إدخال نيل إلى وحدة العناية المركزة حيث تم تحديد أنه يعاني أيضًا من احتقان في القلب وفشل كلوي. بعد أخذ بعض الوقت للتعافي، استأنف نيل مسيرته في فنون القتال المختلطة في ديسمبر 2020.
في 25 نوفمبر 2021، ألقي القبض على نيل في مقاطعة كولين، تكساس بتهمة القيادة تحت تأثير الكحول والحيازة غير القانونية لسلاح ناري، وهما جريمتان جنحيتان. تم إطلاق سراحه لاحقًا من السجن بكفالة قدرها 2،000 دولار.

## البطولات والإنجازات
- يو إف سي
  - أداء الليلة (مرتين) ضد نيكو برايس وفنسنت لوك[18][19]
  - قتال الليلة (مرة واحدة) ضد شوكت رحمانوف[20]
- إم إم إيه جونكي
  - أفضل مقاتلة تحت الرادار لعام 2019[21]

## سجل فنون القتال المختلطة
| السجل المهني |        |         |
| 22 نزال      | 16 فوز | 6 خسارة |
| ضربة قاضية   | 10     | 1       |
| إخضاع        | 2      | 2       |
| قرار القضاة  | 4      | 3       |

| النتيجة | السجل | الخصم               | الطريقة                               | الحدث                                         | التاريخ        | الجولة | الوقت | المكان                                 | الملاحظات                                                              |
| ------- | ----- | ------------------- | ------------------------------------- | --------------------------------------------- | -------------- | ------ | ----- | -------------------------------------- | ---------------------------------------------------------------------- |
| فاز     | 16–6  | رافاييل دوس أنجوس   | ضربة فنية قاضية (إصابة الركبة)        | يو إف سي 308                                  | 26 أكتوبر 2024 | 1      | 1:30  | أبو ظبي، الإمارات العربية المتحدة      |                                                                        |
| خسر     | 15–6  | إيان ماتشادو غاري   | قرار القضاة (بالانقسام)               | يو إف سي 298                                  | 17 فبراير 2024 | 3      | 5:00  | آناهايم، كاليفورنيا، الولايات المتحدة  |                                                                        |
| خسر     | 15–5  | شوكت رحمانوف        | إخضاع (خنق خلفي عاري)                 | يو إف سي 285                                  | 4 مارس 2023    | 3      | 4:17  | لاس فيغاس، نيفادا، الولايات المتحدة    | نزال في وزن غير محدد (175 رطلاً)؛ نيل أخفق في تحقيق الوزن. قتال الليلة. |
| فاز     | 15–4  | فنسنت لوك           | ضربة قاضية (باللكمات)                 | يو إف سي على إي إس بي إن: سانتوس ضد هيل       | 6 أغسطس 2022   | 3      | 2:01  | لاس فيغاس، نيفادا، الولايات المتحدة    | أداء الليلة.                                                           |
| فاز     | 14–4  | سانتياغو بونزينيبيو | قرار القضاة (بالانقسام)               | يو إف سي 269                                  | 11 ديسمبر 2021 | 3      | 5:00  | لاس فيغاس، نيفادا، الولايات المتحدة    |                                                                        |
| خسر     | 13–4  | نيل ماغني           | قرار القضاة (بالإجماع)                | يو إف سي على إي إس بي إن: رودريغيز ضد واترسون | 8 مايو 2021    | 3      | 5:00  | لاس فيغاس، نيفادا، الولايات المتحدة    |                                                                        |
| خسر     | 13–3  | ستيفن تومسون        | قرار القضاة (بالإجماع)                | يو إف سي ليلة القتال: تومسون ضد نيل           | 19 ديسمبر 2020 | 5      | 5:00  | لاس فيغاس، نيفادا، الولايات المتحدة    |                                                                        |
| فاز     | 13–2  | مايك بيري           | ضربة فنية قاضية (ركلة الرأس واللكمات) | يو إف سي 245                                  | 14 ديسمبر 2019 | 1      | 1:30  | لاس فيغاس، نيفادا، الولايات المتحدة    |                                                                        |
| فاز     | 12–2  | نيكو برايس          | ضربة فنية قاضية (باللكمات)            | يو إف سي 240                                  | 27 يوليو 2019  | 2      | 2:39  | إدمونتون، ألبرتا، كندا                 | أداء الليلة.                                                           |
| فاز     | 11–2  | بلال محمد           | قرار القضاة (بالإجماع)                | يو إف سي ليلة القتال: سيهودو ضد ديلاشو        | 19 يناير 2019  | 3      | 5:00  | بروكلين، نيويورك، الولايات المتحدة     |                                                                        |
| فاز     | 10–2  | فرانك كاماتشو       | ضربة قاضية (ركلة الرأس)               | يو إف سي 228                                  | 8 سبتمبر 2018  | 2      | 1:23  | دالاس، تكساس، الولايات المتحدة         |                                                                        |
| فاز     | 9–2   | بريان كاموزي        | إخضاع (خنق خلفي عاري)                 | يو إف سي ليلة القتال: كاوبوي ضد ميديروس       | 18 فبراير 2018 | 1      | 2:48  | أوستن، تكساس، الولايات المتحدة         |                                                                        |
| فاز     | 8–2   | تشيس والدون         | ضربة فنية قاضية (باللكمات)            | سلسلة منافسات دانا وايت الموسم 3              | 25 يوليو 2017  | 1      | 1:56  | لاس فيغاس، نيفادا، الولايات المتحدة    | نزال في الوزن المتوسط.                                                 |
| فاز     | 7–2   | بلال وليامز         | ضربة فنية قاضية (باللكمات)            | إل إف إيه 16                                  | 14 يوليو 2017  | 1      | 4:43  | دالاس، تكساس، الولايات المتحدة         |                                                                        |
| خسر     | 6–2   | كيفن هولاند         | ضربة فنية قاضية (باللكمات)            | الضربة القاضية القصوى 34                      | 28 يناير 2017  | 3      | 3:50  | دالاس، تكساس، الولايات المتحدة         | على لقب بطولة إكس كي أو للوزن المتوسط الشاغرة.                         |
| فاز     | 6–1   | تاي فلوريس          | ضربة فنية قاضية (باللكمات)            | عروض وقت الرعد: الغضب                         | 23 أكتوبر 2015 | 1      | 3:58  | سانت تشارلز، ميزوري، الولايات المتحدة  |                                                                        |
| فاز     | 5–1   | تشارلي أونتيفيروس   | ضربة فنية قاضية (بالانسحاب)           | ليغاسي إف سي 37                               | 14 نوفمبر 2014 | 2      | 5:00  | هيوستن، تكساس، الولايات المتحدة        | نزال في وزن غير محدد (172 رطل)؛ نيل أخفق في تحقيق بالوزن.              |
| فاز     | 4–1   | كريستوفر أنتوني     | قرار القضاة (بالإجماع)                | ليغاسي إف سي 32                               | 20 يونيو 2014  | 3      | 5:00  | بوسير سيتي، لويزيانا، الولايات المتحدة |                                                                        |
| فاز     | 3–1   | أرماندو سيرفين      | قرار القضاة (بالإجماع)                | الضربة القاضية القصوى 19                      | 17 أغسطس 2013  | 3      | 3:00  | دالاس، تكساس، الولايات المتحدة         |                                                                        |
| خسر     | 2–1   | مارتن سانو          | إخضاع (خنق خلفي عاري)                 | 24/7 ترفية 9                                  | 19 أبريل 2013  | 3      | 1:25  | أوديسا، تكساس، الولايات المتحدة        | العودة إلى وزن الوسط؛ نيل أخفق في تحقيق الوزن (172 رطل).               |
| فاز     | 2–0   | زاك بورد            | ضربة فنية قاضية (باللكمات)            | الضربة القاضية القصوى 17                      | 12 يناير 2013  | 2      | 1:46  | أرلينغتون، تكساس، الولايات المتحدة     | الظهور الأول في الوزن المتوسط.                                         |
| فاز     | 1–0   | ديفيد ماكافي        | إخضاع (خنق خلفي عاري)                 | الدم والمجد 1                                 | 25 أغسطس 2012  | 1      | 2:15  | روبستاون، تكساس، الولايات المتحدة      | الظهور الأول في وزن الوسط.                                             |

## وصلات خارجية
- جيف نيل (مقاتل) على موقع يو إف سي (الإنجليزية)
- جيف نيل (مقاتل) على موقع شيردوغ (الإنجليزية)
- جيف نيل (مقاتل) على موقع Tapology.com (الإنجليزية)
- جيف نيل (مقاتل) على موقع IMDb (الإنجليزية)